# Новый Урез
Новый Урез — исчезнувшая деревня в Венгеровском районе Новосибирской области России. На момент упразднения входила в состав Урезского сельсовета. Исключена из учётных данных в 1968 году.

## География
Располагалась на реке Урез, в 10 км к востоку от села Урез.

## История
На карте 1944 года на месте деревни обозначен посёлок Смирновский. В годы коллективизации в деревне организована сельскохозяйственная артель «Красный Октябрь»
Решением Новосибирского облисполкома от 31.12.1968 г. деревня исключена из учётных данных.